# فینال جام حذفی فوتبال انگلستان ۱۹۷۱
فینال جام حذفی فوتبال انگلستان ۱۹۷۱، رقابت پایانی جام حذفی فوتبال انگلستان در سال ۱۹۷۱ میلادی است که مابین دو تیم باشگاه فوتبال آرسنال و باشگاه فوتبال لیورپول در ورزشگاه ومبلی لندن برگزار شده‌است.
این مسابقه که در تاریخ ۸ مه ۱۹۷۱ انجام شده‌است با نتیجه ۲ بر ۱ به سود تیم باشگاه فوتبال آرسنال به پایان رسید.